# هانس کناپرتسبوش
هانس کناپرتسبوش (آلمانی: Hans Knappertsbusch؛ زاده ۱۲ مارس ۱۸۸۸ درگذشته ۲۵ اکتبر ۱۹۶۵) رهبر ارکستر اهل آلمان بود. اجرا های او از قطعاتِ ریشارد واگنر، آنتون بروکنر و ریشارد اشتراوس زبانزد هستند.